# Hong Se-hwa
Pour les articles homonymes, voir Hong.
Hong Se-hwa (en coréen : 홍세화), né le 10 décembre 1947 à Séoul (USAMGIK) et mort le 18 avril 2024 dans la même ville, est un journaliste et un opposant politique sud-coréen. À partir de 2011, il est président du nouveau parti progressiste.

## Biographie
Hong Se-hwa étudie à l'université nationale de Séoul et s'engage dans un mouvement clandestin, le « comité préparatoire pour la libération nationale » (namminjeon) qui s'oppose à la dictature de Park Chung-hee. En 1979, sa société d'import-export l'envoie travailler en France. Peu après, les membres de son organisation sont arrêtés. Le chef est exécuté, d'autres meurent sous la torture, Hong Se-hwa obtient l'asile en France. Il vit de petit boulots et écrit son premier livre, Je suis un chauffeur de taxi à Paris. Dans cette collection d'essais, une critique sociale, il livre ses réflexions sur la vie en France et son militantisme en Corée du Sud.
Vingt ans plus tard, alors que la Corée du Sud s'est démocratisée et que les dissidents sont amnistiés, il retourne dans son pays. Il continue son activité d'écriture puis devient éditorialiste au Hankyoreh, le principal quotidien de centre-gauche. Le 25 novembre 2011, son action politique le mène à prendre la tête du Nouveau parti progressiste, l'un des deux partis social-démocrate du pays, crédité de 1 à 2 % des intentions de vote aux législatives de 2012.
Hong Se-hwa meurt d'un cancer le 18 avril 2024 à l'âge de 76 ans, à Séoul (Corée du sud).

## Publications
Livres en coréen. La traduction du titre est donnée à titre indicatif, ils n'ont pas été traduits.
- « 나는 빠리의 택시운전사 » (Je suis un chauffeur de taxi à Paris.), éd. Changbi, 1995 -  (ISBN 978-89-364-7022-7).
- « 생각의 좌표 », 244 p.  (ISBN 978-89-8431-358-3)
- « 악역을 맡은 자의 슬픔 », 304 p., 2002.  (ISBN 8984310832)
- « 쎄느강은 좌우를 나누고 한강은 남북을 가른다 », 325 p.  (ISBN 9788984312654)
- « 빨간 신호등 » (Feu rouge), 260 p., 2003.  (ISBN 8984311014).